# シルベリー・ヒル
シルベリー・ヒル（英: Silbury Hill）は、イングランドのカウンティであるウィルトシャーのエーヴベリー近郊にある先史時代の人工のチョークの塚（マウンド）である。ストーンヘンジ、エーヴベリーと関連する遺跡群の一部として国際連合教育科学文化機関（ユネスコ、UNESCO）の世界遺産（文化遺産）に登録されている。高さは 39.3メートル (129 ft) で 、ヨーロッパにおいて最も大きな先史時代の人工の塚（円丘）であり、世界で最も大きな塚に数えられ、ギザのネクロポリスのいくつかの小型ピラミッドと同じぐらいの大きさとなる。
シルベリー・ヒルは、エーヴベリーの環状遺跡やウェスト・ケネット・ロング・バロウなどがあるエーヴベリー周辺の新石器時代の遺跡複合体の一部である。その本来の目的はいまだ議論されている。ストーンヘンジやマーデンヘンジの広大な円形遺跡（ヘンジ）など、イングリッシュ・ヘリテッジが保護するウィルトシャーにある他の重要な新石器時代のいくつかの遺跡は、文化的あるいは機能的にエーヴベリーやシルベリーと関連があるとも考えられている。

## 位置

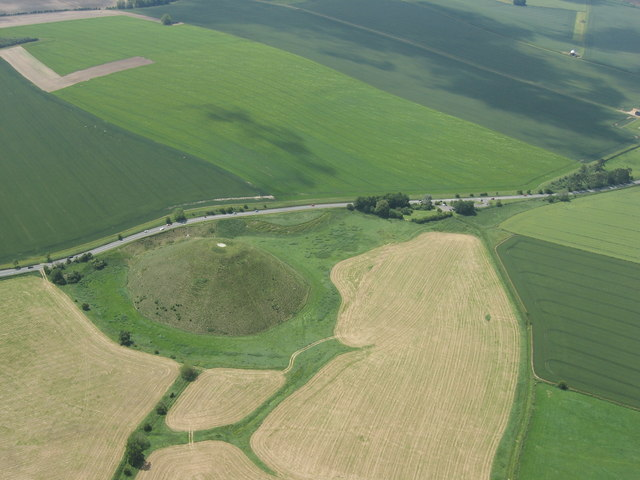
シルベリー・ヒルと幹線道路A4

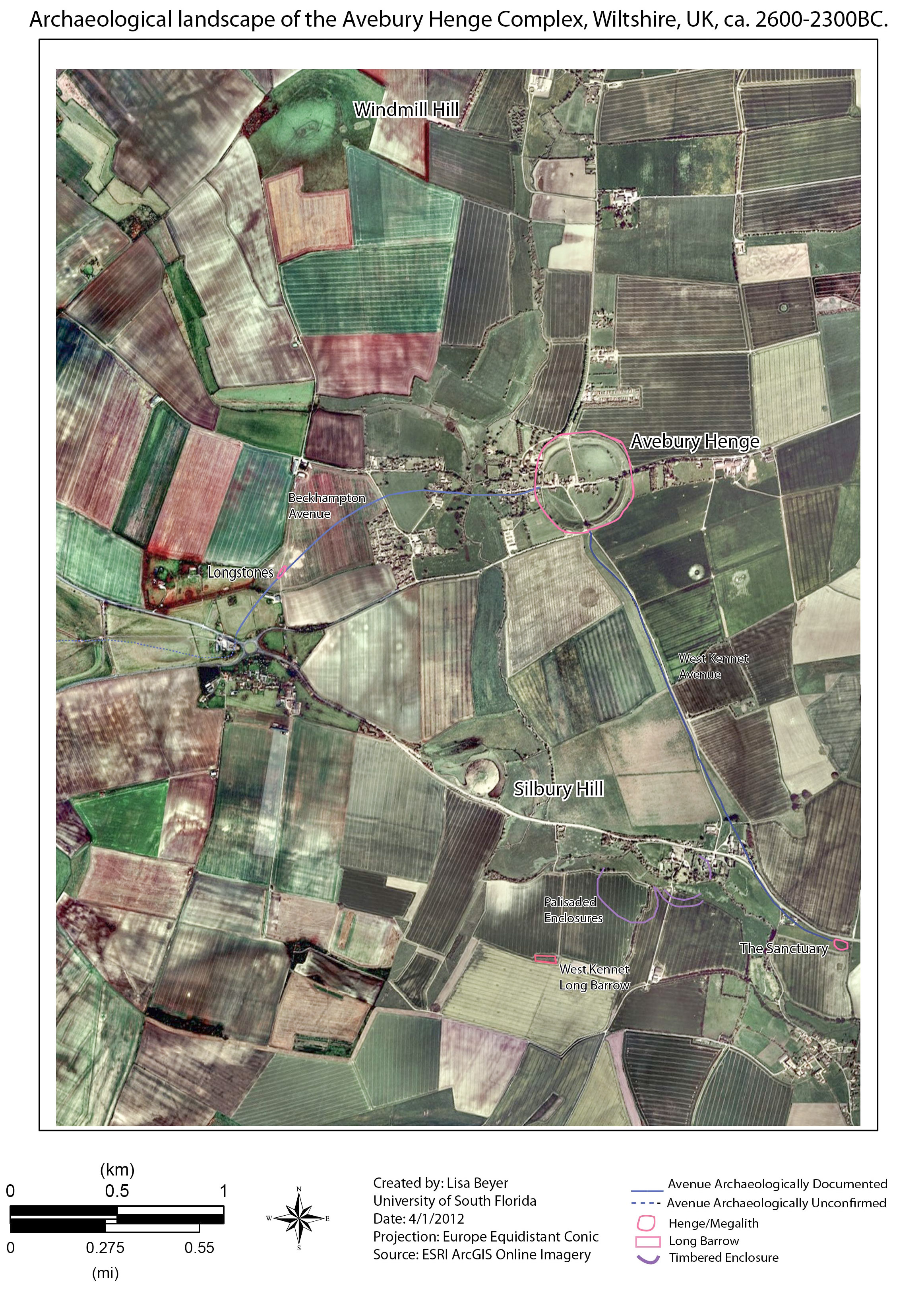
シルベリー・ヒルおよびエーヴベリーの地域にある遺跡群

シルベリー・ヒルは、ケネット・バレー (Kennet Valley) のオードナンス・サーヴェイ (OSGB) 基準グリッド SU100685 に位置する。マールボロとカルネの町との間の A4 付近にあり、ベックハンプトン (Beckhampton) とウェスト・ケネット (West Kennet) 間の南を走るローマ街道の経路にもあたる。周辺ではローマ時代の多くの断片が確認され、2007年にはローマ人の入植の痕跡も認められている。

## 構造
主に周辺地域から掘り出されたチョークで構築された塚は、高さ 39.3メートル (129 ft) であり、基部面積約 2.1 ヘクタール（5.2 エーカー）におよんでいる。墳丘はおよそ紀元前2400-2300年（紀元前2470-2350年）にいくつかの段階を経て建設されており、塚の体積は 239,133立方メートル (8,444,900 cu ft) であり、壮大な技術力および長期的な労働力と資材の維持を示している。構築には推定で400万人時 (M/H) 余りを費やしたとされる。
墳丘は円形で、基部の直径は 167.6メートル (550 ft) 、円周 500メートル (1,600 ft) 余りである。頂上は平らで直径およそ 30メートル (98 ft) (36×32m) となる。当初小さな塚が構築され、その後段階的に拡大されていった。墳丘の基部の初期構造は完全な円形であり、測量の結果、平らな頂上の中心と墳丘が示す円錐の中心は互いに1メートル以内に位置することが判明した。上部は本来丸みを帯びていたが、中世前期におそらく防御を目的とする構造物の基礎を備えるために平らにされたものと考えられる。
初期に構築された中心部は、砂利による小規模でごく低い塚であった。その後、砕石や土などが上層に加えられて直径 35メートル (115 ft)ないし 36メートル (118 ft) の円墳が構築され、次の段階において周囲を巡る溝が掘削されると、そこからの資材を用いて上層にチョークをさらに積み上げて塚を拡大させていった。塚の円錐状の外層部は基部から上部にかけて螺旋をなしていたことが調査により示唆されている。

### 遺物
シルバリー・ヒルにおいて先史時代の遺物はほとんど発見されておらず、その中心部はチョークのほか、粘土、燧石、芝 (turf) 、土（表土〈topsoil〉・底土〈subsoil〉）、砂利、苔 (moss)、サルセン石、オーク、小枝、ハシバミ類 (hazel)、枝角 (antler tines)、カタツムリの殻、昆虫類などしか認められていない。ただし19世紀以来、ローマ時代（ローマ・ブリトン文化）および中世の物品が敷地内とその周辺で発見されているとこから、円丘は後世に再び占有されていたものと考えられる。

## 調査

### 近代
この遺跡は17世紀の好古家ジョン・オーブリーにより初めて描かれ、その記録は1680-1682年の著書 Monumenta Britannica の形で出版された。オーブリーは、馬に乗った王が埋葬されたという地元の伝承を記録している。その後、ウィリアム・ステュークリは、1723年の頂上における植樹の際に、遺骨と馬勒が発見されたと記している。
この塚の発掘は18世紀より少なくとも幾度かなされている。その発掘は1776年にノーサンバーランド公爵ヒュー・パーシーの支援によりエドワード・ドラックス大佐が監督するコーンウォールの坑夫 (Cornish miners) の一団が頂上から立坑（たてこう）を掘削したことに始まる。この発掘はこの塚を墳墓であろうと考えたことによる。この1776年の発掘についてエドワード・ドラックスが記した手紙が、2010年、大英図書館で発見され、幅 15センチメートル (5.9 in) 、深さ 12メートル (39 ft) の「垂直空洞」について言及が認められた。ドラックスはそこでオークと思われる木の破片が見つかったことから、シルベリー・ヒルはオークの木ないし「トーテム・ポール」を保持していた可能性が示唆されるとしている。
1849年にはジョン・メリューザーにより、トンネルが端から中央に水平に掘られた。そのほか堀の発掘が、1866-1867年のウィルトシャー考古学・自然史協会および1886年にもA・パス (A Pass) により行われた。

### 現代

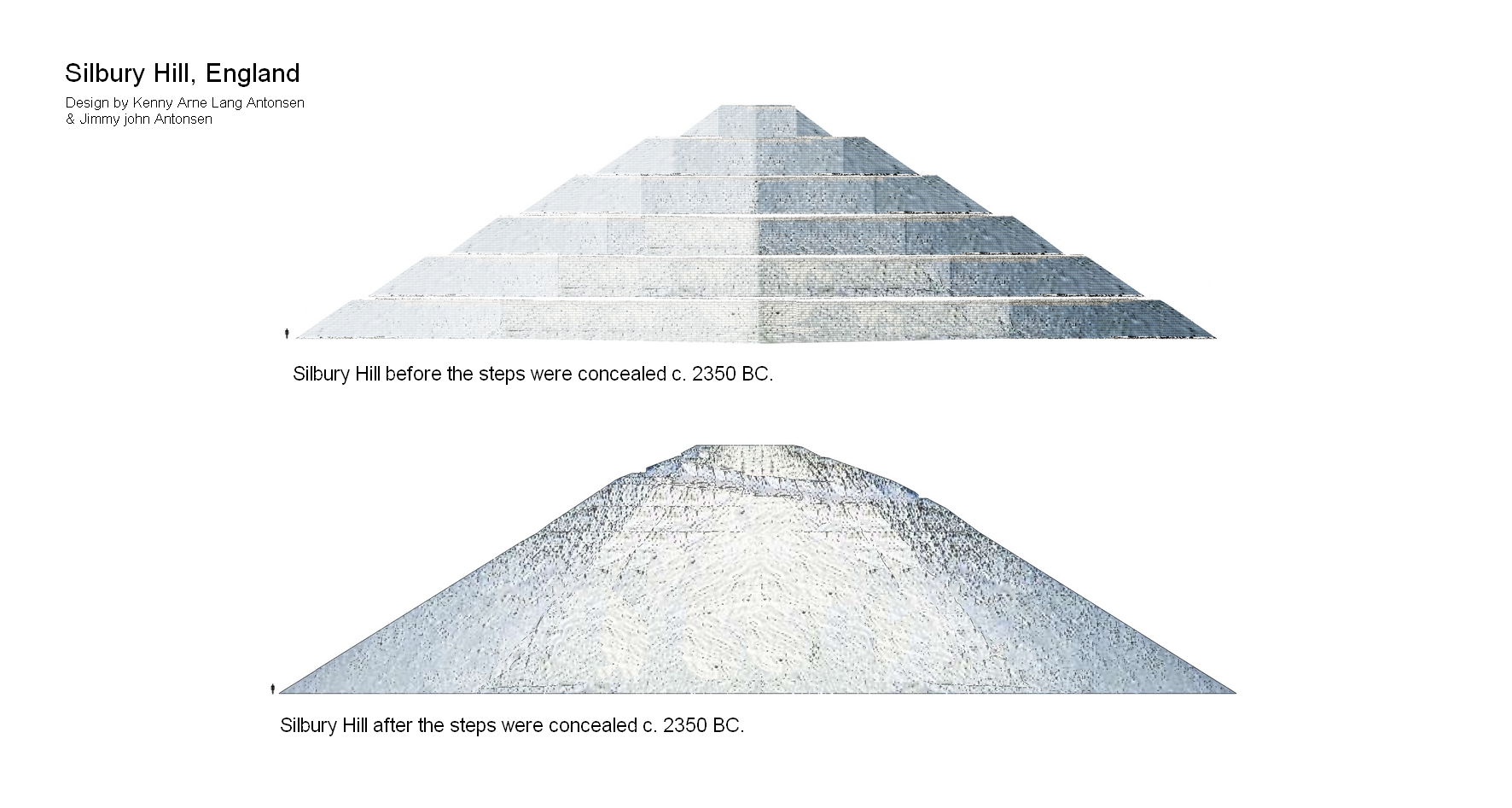
シルベリー・ヒルの構造として提唱された階層型「段丘」（上）とその後の螺旋構造（下）を描いた画像

第一次世界大戦後、1922年よりフリンダーズ・ピートリーが墳丘を調査した。その後、1968-1970年には、リチャード・J・C・アトキンソン教授がBBCテレビで放送されたシルベリー・ヒルの研究に取り組んだ。この発掘調査により、シルベリー・ヒルの始まりを8月初旬（7-8月）であることを示唆する羽蟻の死骸など、この遺跡について知られる多くの環境的証拠が明らかになった。アトキンソンはその場所に多くの溝を掘り、1849年のメリューザーによる水平トンネルの使用を再開した。そこでアトキンソンは新石器時代の紀元前3千年紀の年代を示唆する資料を発見したが、その放射性炭素年代測定はいずれも現代の基準では信頼できるものとは見なされていない。アトキンソンは、基層の炭素14年代は当初の構築年代として紀元前2750年ぐらいを示していると報告した。また、墳丘は段階的に建設されて各階層が膨大なチョークで埋められ、その後、滑らかにされたか風化により斜面になったと唱えた。 

### 2000年以降
2000年5月下旬の大雨の後、1776年の発掘における立坑の崩壊により、円丘の頂上に穴が形成された。イングリッシュ・ヘリテッジは、以前の発掘により引き起こされた被害を確認し、墳丘の安定度を判定するために、墳丘の地震探査を実施し、2001年8月に一時的な修復が行なわれた。この修復作業のなかでイングリッシュ・ヘリテッジは、頂上において2つのさらなる小さな溝を発掘し、枝角の破片という、この遺跡において確固たる考古学的コンテクスト (archaeological context) における最初の重要な発見がなされた。およそ紀元前2490-2340年の放射性炭素年代は、塚の第2段階の年代が後期新石器時代とすることに説得力をもつ。
2007年5月11日より、建設業者スカンスカは、イングリッシュ・ヘリテッジの総指揮のもとに大規模な保全計画を開始し、以前の調査のトンネルおよび立坑を 1,465メトリックトン (3,230,000 lb) の資材によりチョークで埋めた。同時に最新の設備と技術を使用して新しい考古学的調査が実施された。

### 類似の遺跡
2007-2008年の保全作業に続いて、シルベリー・ヒルがその時代に築かれた唯一の塚といえるか、あるいは先史時代として知られていない他の類似の塚があるのかという問いが提起された。有力な候補の1つは、同じくケネット川の下流、シルベリー・ヒルの東 8.3キロメートル (5.2 mi) のマールボロ・カレッジの敷地内にあるマールボロ・マウンドとされた。その塚は高さ 18メートル (59 ft) で、シルベリー・ヒルの高さの半分である。マールボロ・マウンドが中世の要塞に使用されていたという考古学的、記録的資料により、ノルマン人のモット城塞として構築されたと考えられていた。しかし、1821年にはすでに塚の年代は先史時代であろうともいわれ、後にシルベリー・ヒルとも比較されていた。ジム・リアリー (Jim Leary) らの考古学者チームにより、マールボロ・マウンドの中心部からの資料の分析が進められると、塚の直下から得た木炭は、紀元前3千年紀後半の時代を示し、シルベリー・ヒルとほぼ同時代の構築が示唆された。もう1つは、シルベリー・ヒルの南 10キロメートル (6.2 mi) のマーデンヘンジにあるハットフィールド・バロウ (Hatfield Barrow) として知られる遺構であり、19世紀にはほぼ平らになっているが、高さ 15メートル (49 ft) の塚であったといわれ、紀元前3千年紀半ばに構築されたことが示唆されている。
そのほか類似するものと思われる塚の調査 (The Round Mound Project) が2015年に開始され、イングランド全土のモットから20か所の塚が中心部の資料の採取と詳細な調査を行なうのために選定され、2017年後半までにそれらの調査が完了した。放射性炭素年代測定などの結果、70パーセントは中世に構築されたものであることが判明し、先史時代（鉄器時代）ものも認められたが、シルベリー・ヒルの時代にさかのぼるものはなかった。

## 目的

### 伝承
伝説によると、シルベリーは王シル (Sil〈Zel〉) の最後の安息の地であり、馬に乗る金色の王が埋葬されたといわれる。地元の伝説では、悪魔がエーヴベリーを埋めてしまうためにソールズベリーから一杯の土を取って運んだが、途中でエーヴベリーの司祭らによって止められ、ついに土を投げ下ろした場所がシルベリー・ヒルであるという。

### 諸論
円丘の明確な意図はいまだ知られておらず、さまざまな説が提起されている。
ジョン・C・バレット (John C. Barrett) は、シルベリー・ヒルの頂上に何があったかわっておらず、それに関連する具体的な儀式や信仰を提示することはできないが、基本的空間の概念として捉えることは可能であるとする。バレットは、シルベリー・ヒルにおける儀式は、他者の水準をかるかに凌ぐ数人の特定人物を物理的に高い位置に置くことに関係するものであろうとしている。特権的な地位にあるそれら少数の者は、周囲何キロメートルにもわたってその地域にある他のさまざまな遺跡を見ていたと思われる。これはエリート集団、おそらくは聖職者であり、その権威の大いなる誇示を表すものと考えている。
ユアン・マッキーは、通常想像される単純な後期新石器時代の部族の構成ではこのような事業は維持できなかったとして、南ブリテンにわたって幅広く支配する独裁的な神権をもつ権力エリートを想定している。

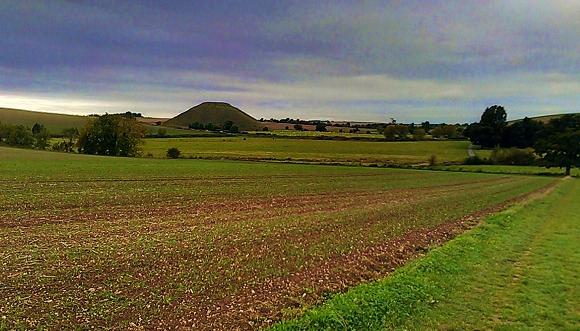
ウェスト・ケネット・ロング・バロウのある近隣の丘から見たシルベリー・ヒル

マイケル・デイムス (Michael Dames) は、シルベリー・ヒルとその関連する遺跡（ウェスト・ケネット・ロング・バロウ、エーヴベリー環状遺跡、ザ・サンクチュアリ、ウィンドミル・ヒル）の目的の説明において、季節的祭礼の複合説を唱えている。
ポール・デブルーは 、シルベリー・ヒルおよびその周辺の遺跡が、頂上から下の景観に焦点を当てると、相互に関連する「視線 (sightlines)」の体系により設計されていると思われることに注目している。周囲のさまざまな古墳およびエーヴベリーから、遺跡はシルベリー後方の地平線上の丘、もしくはシルベリー前方の丘と一列に並び、最高部だけを残して見られるという。
ジム・リアリーやデイヴィッド・フィールド (David Field) は、考古学的情報の進展および遺跡の解釈の概要を示しながらも、この人工の塚（墳丘）の実際の目的は不明であり、複数の重複する構築段階において、ほぼ継続的に改築がなされていることから、最終的な完成図はなく、おそらくは構築の過程すべてが最も重要であったであろうとしている。

## 生物学
丘の植生は多種に富んだチョーク草地であり、イネ科の Bromus erectus や Arrhenatherum elatius が主ではあるが、希少なヤグルマギク類やハマウツボ類の群落など、この生育環境の特徴を示す多くの種がある。この植生から地域面積 2.1509ヘクタール (5.315エーカー) が学術研究上重要地域 (Sites of Special Scientific Interest; SSSI) として1986年10月31日に通知された。

### 関連文献
- Atkinson, R.J.C. (1967). “Silbury Hill”. Antiquity 41 (164):  259-262.
- Atkinson, R.J.C. (1969). “The date of Silbury Hill”. Antiquity 43 (171):  216.
- Dames, Michael (1977). The Avebury Cycle. London: Thames & Hudson
- Dames, Michael (2010). Silbury: Resolving the Engima. The History Press. ISBN 978-0752454504
- Devereux, Paul (1999). Earth Memory: Practical Examples Introduce a New System to Unravel Ancient Secrets. Foulsham
- Malone, Caroline (1989). Avebury (English Heritage). London: B. T. Batsford / English Heritage. ISBN 0-7134-5960-3
- Oliver, Neil (2011). A History of Ancient Britain
- Vatcher, Faith de M. (1976). The Avebury Monuments. H.M. Stationery Office (HMSO). ISBN 0116707836
- English Heritage (2014年). “Silbury Hill”.  Archaeology Data Service. doi:10.5284/1024570. 2021年4月1日閲覧。